# Queen's Club Championships 2021 - Qualificazioni singolare
Le qualificazioni del singolare maschile ai Queen's Club Championships 2021 sono state un torneo di tennis preliminare per accedere alla fase finale della manifestazione. I vincitori dell'ultimo turno sono entrati di diritto nel tabellone principale. In caso di ritiro di uno o più giocatori aventi diritto a questi sono subentrati i lucky loser, ossia i giocatori che hanno perso nell'ultimo turno ma che avevano una classifica più alta rispetto agli altri partecipanti che avevano comunque perso nel turno finale.

## Teste di serie
1. Lucas Pouille (primo turno)
2. Bernabé Zapata Miralles (ultimo turno)
3. Botic van de Zandschulp (primo turno)
4. Marc-Andrea Hüsler (primo turno)

1. Jason Jung (primo turno)
2. Illja Marčenko (qualificato)
3. Alejandro Tabilo (ultimo turno, Lucky loser)
4. Sebastian Ofner (qualificato)

## Qualificati
1. Viktor Troicki
2. Sebastian Ofner

1. Illja Marčenko
2. Aleksandar Vukic

## Tabellone

### Legenda
| - Q = Qualificato - WC = Wild card - LL = Lucky loser | - ALT = Alternate - SE = Special Exempt - PR = Protected Ranking | - w/o = Walkover - r = Ritirato - d = Squalificato |

### Sezione 1
|  | Primo turno | Primo turno      | Primo turno      | Primo turno | Primo turno |  |  | Ultimo turno | Ultimo turno     | Ultimo turno     | Ultimo turno | Ultimo turno |  |
|  |             |                  |                  |             |             |  |  |              |                  |                  |              |              |  |
|  | 1           | Lucas Pouille    | 4                | 7           | 4           |  |  |              |                  |                  |              |              |  |
|  |             | Viktor Troicki   | 6                | 65          | 6           |  |  |              | Viktor Troicki   | Viktor Troicki   | 6            | 6            |  |
|  |             | Roberto Marcora  | Roberto Marcora  | 3           | 5           |  |  | 7            | Alejandro Tabilo | Alejandro Tabilo | 4            | 3            |  |
|  | 7           | Alejandro Tabilo | Alejandro Tabilo | 6           | 7           |  |  |              |                  |                  |              |              |  |

### Sezione 2
|  | Primo turno | Primo turno             | Primo turno             | Primo turno | Primo turno |  |  | Ultimo turno | Ultimo turno            | Ultimo turno            | Ultimo turno | Ultimo turno |  |
|  |             |                         |                         |             |             |  |  |              |                         |                         |              |              |  |
|  | 2           | Bernabé Zapata Miralles | Bernabé Zapata Miralles | 6           | 6           |  |  |              |                         |                         |              |              |  |
|  | WC          | Stuart Parker           | Stuart Parker           | 3           | 4           |  |  | 2            | Bernabé Zapata Miralles | Bernabé Zapata Miralles | 1            | 4            |  |
|  |             | Lukáš Rosol             | 2                       | 6           | 3           |  |  | 8            | Sebastian Ofner         | Sebastian Ofner         | 6            | 6            |  |
|  | 8           | Sebastian Ofner         | 6                       | 3           | 6           |  |  |              |                         |                         |              |              |  |

### Sezione 3
|  | Primo turno | Primo turno             | Primo turno | Primo turno | Primo turno |  |  | Ultimo turno | Ultimo turno   | Ultimo turno   | Ultimo turno | Ultimo turno |  |
|  |             |                         |             |             |             |  |  |              |                |                |              |              |  |
|  | 3           | Botic van de Zandschulp | 2           | 6           | 64          |  |  |              |                |                |              |              |  |
|  | WC          | James Ward              | 6           | 4           | 7           |  |  | WC           | James Ward     | James Ward     | 4            | 64           |  |
|  |             | Ruben Bemelmans         | 3           | 6           | 2           |  |  | 6            | Illja Marčenko | Illja Marčenko | 6            | 7            |  |
|  | 6           | Illja Marčenko          | 6           | 1           | 6           |  |  |              |                |                |              |              |  |

### Sezione 4
|  | Primo turno | Primo turno        | Primo turno      | Primo turno | Primo turno |  |  | Ultimo turno | Ultimo turno     | Ultimo turno | Ultimo turno | Ultimo turno |  |
|  |             |                    |                  |             |             |  |  |              |                  |              |              |              |  |
|  | 4           | Marc-Andrea Hüsler | 6                | 5           | 4           |  |  |              |                  |              |              |              |  |
|  | WC          | Ryan Peniston      | 4                | 7           | 6           |  |  | WC           | Ryan Peniston    | 6            | 68           | 4            |  |
|  |             | Aleksandar Vukic   | Aleksandar Vukic | 7           | 7           |  |  |              | Aleksandar Vukic | 4            | 7            | 6            |  |
|  | 5           | Jason Jung         | Jason Jung       | 64          | 68          |  |  |              |                  |              |              |              |  |